# 阿萨尔哈东
阿萨尔哈东（阿卡德語：Aššur-ahhe-iddina），（？—前669年），亚述国王（前681年～前669年在位）。名亚述-阿哈-丁（阿卡德語：Aššur-aha-iddina）。在旧约和希腊语文献中，他被称做以撒哈顿，天主教翻譯為厄撒哈冬。
阿萨尔哈东为前任國王辛那赫里布之子，母親納齊亞。辛那赫里布死于宫廷政变；阿萨尔哈东在与诸兄弟的内战中击败对手登上王位。
阿萨尔哈东进行了一系列对外战争。他与阿拉伯人和腓尼基城邦都打過仗。在这些征战中最重要的是从前675年开始的对埃及的远征。前673年，他一度被第二十五王朝（努比亚王朝）的法老塔哈尔卡所击退。但前671年，阿萨尔哈东打败了塔哈尔卡，征服了包括孟斐斯在内的整个埃及北部。他随即自称为「上下埃及和努比亚之王」。
阿萨尔哈东其它军事行动主要是对帝国反叛的地区进行再镇压。前673年至前672年，他曾与乌拉尔图联合行动，以追捕逃亡的奴隶和自由民。在这一时期，米底亚在斯基泰人的支持下脱离了亚述的统治，逐渐发展为一个强大的国家。在公元前670年人口达到700万人.
阿萨尔哈东的对内政策包括：承认巴比伦在整个美索不达米亚的首要地位，该城曾在前689年被他的父亲辛那赫里布毁坏。阿萨尔哈东对巴比伦进行重建，并对祭司集团作出相当让步。他也归还了美索不达米亚其它一些传统神庙城市的特权，并实行有利于整个祭司阶层的税收政策。
前669年，阿萨尔哈东去世。他将疆土分传两子，由亚述巴尼拔继承亚述，沙马舒姆金继承巴比伦。
| 前任： 辛那赫里布 | 亚述国王 前681年～前669年   | 繼任： 亚述巴尼拔 |
| 前任： 辛那赫里布 | 巴比伦国王 前681年～前669年 | 繼任： 沙马舒姆金 |